# Beit 'Amra
Beit 'Amra (àrab: خربة بيت عمرة, Ḫirbat Bayt ʿAmra) és una vila palestina de la governació d'Hebron, a Cisjordània, situada 12 kilòmetres al sud-oest d'Hebron. Segons l'Oficina Central Palestina d'Estadístiques tenia 2.859 habitants el 2016.

## Història
L'explorador francès Victor Guérin va visitar el lloc el 1863, que va descriure com una ruïna. Va assenyalar que "aquestes ruïnes s'estenen sobre un gran turó, les parts més baixes estan proveïdes de murs de sosteniment. Es tallen moltes cisternes als costats del turó. Algunes d'aquestes proporcionen les pedres destinades a aturar l'orifici: a tots els costats es veuen antigues revistes subterrànies, que pertanyien a cases ara destruïdes, les ruïnes de les quals estan cobertes de brossa. Els vestigis de dues esglésies, gairebé destruïdes per complet, encara són visibles, totes dues estan construïdes a l'est i a l'oest, un ocupava la part més alta de la ciutat, l'altre la més baixa. En el lloc del primer, entre d'altres, es troben els fragments d'una pila baptismal."
En 1883 el Survey of Western Palestine (SWP) del Fons per a l'Exploració de Palestina va considerar que era un "lloc en ruïnes en un turó, semblant al personatge de Khurbet Aziz. Cisternes, murs en ruïnes, s'observen restes de columnes i pedres de llinda".
Després de la Guerra araboisraeliana de 1948 i els acords d'armistici de 1949, Beit 'Amra va quedar sota un règim d'ocupació jordana. Des de la Guerra dels Sis Dies en 1967, Beit 'Amra ha romàs sota ocupació israeliana.